# Шевченко Назарій Володимирович
Назарій Володимирович Шевченко (нар. 2 березня 1996, Харків, Україна) — український футболіст, що виступає на позиції захисника.

## Життєпис
Народився у Харкові 2 березня 1996 року. В ДЮФЛУ до 2013 року захищав кольори харківського «Металіста». З 2013 року почав залучатися до тренувань з основною командою харків'ян, але за головну команду «Металіста» так і не зіграв жодного поєдинку. Натомість у складі молодіжних команд клубу провів 53 матчі та забив 6 м'ячів.
По завершенні сезону 2015/16 років, коли стало очевидним, що «Металіст» припинить своє існування, почав шукати нове місце роботи. За допомогою Олександра Призетка гравець домовився про перегляд у «Колосі» і згодом підписав з цим клубом повноцінний контракт. У сезоні 2016/17 років зіграв за «Колос» 19 матчів у першій лізі чемпіонату України і одну гру в кубку України.
У березні 2018 року футболіста до кінця сезону орендувало «Полісся». За житомирський клуб у другій лізі Шевченко зіграв 10 матчів і забив один м'яч.
У липні 2018 року став гравцем «Металіста 1925» на правах оренди з «Колоса». За харківський клуб дебютував 28 липня у матчі першої ліги проти луцької «Волині» (0:2), вийшовши на заміну на 82-ій хвилині. 26 вересня відіграв за «Металіст 1925» повний матч у кубку України проти «Калуша» (0:1). На початку січня 2019 року після закінчення орендної угоди покинув команду.
3 березня 2019 року підписав контракт з першоліговим клубом «Агробізнес». Через три місяці по закінченню сезону 2018/19 покинув клуб, не зігравши за нього жодного матча.